# The Natch'l Blues
The Natch'l Blues è il secondo album di Taj Mahal, pubblicato dalla Columbia Records nel dicembre del 1968.

## Tracce
Brani composti da Taj Mahal, eccetto dove indicato.
Lato A
1. Good Morning Miss Brown – 3:16
2. Corinna – 3:02 (Tradizionale, arrangiamento di Taj Mahal)
3. I Ain't Gonna Let Nobody Steal My Jellyroll – 3:13
4. Going Up to the Country, Paint My Mailbox Blue – 3:37
5. Done Changed My Way of Living – 7:04

Durata totale: 20:12
Lato B
1. She Caught the Katy and Left Me a Mule to Ride – 3:29 (Yank Rachell, Taj Mahal)
2. The Cuckoo – 4:15 (Tradizionale, arrangiamento di Taj Mahal)
3. You Don't Miss Your Water ('Til Your Well Runs Dry) – 4:25 (William Bell)
4. Ain't That a Lot of Love – 4:01 (Homer Banks, Willia Dean Parker)

Durata totale: 16:10
Edizione CD del 2000, pubblicato dalla Columbia Records (498172 2)
Brani composti da Taj Mahal, eccetto dove indicato.
1. Good Morning Miss Brown – 3:16
2. Corinna – 3:02 (Tradizionale, arrangiamento di Taj Mahal)
3. I Ain't Gonna Let Nobody Steal My Jellyroll – 3:13
4. Going Up to the Country, Paint My Mailbox Blue – 3:37
5. Done Changed My Way of Living – 7:04
6. She Caught the Katy and Left Me a Mule to Ride – 3:29 (Yank Rachell, Taj Mahal)
7. The Cuckoo – 4:15 (Tradizionale, arrangiamento di Taj Mahal)
8. You Don't Miss Your Water ('Til Your Well Runs Dry) – 4:25 (William Bell)
9. Ain't That a Lot of Love – 4:01 (Homer Banks, Willa Dean Parker)
10. The Cuckoo – 3:20 (Tradizionale, arrangiamento di Taj Mahal) – Bonus Track - Alternate Version
11. New Stranger Blues – 5:39 – Bonus Track
12. Things Are Gonna Work Out Fine – 3:17 (Tradizionale, arrangiamento di Taj Mahal) – Bonus Track

Durata totale: 48:38

## Formazione
- Taj Mahal - armonica, chitarra steel, voce
- Jesse Edwin Davis - chitarra, pianoforte, arrangiamenti (strumenti a fiato)
- Gary Gilmore - basso
- Chuck Blackwell - batteria

Musicisti aggiunti
- Al Kooper - pianoforte
- Earl Palmer - batteria